# NGC 128
NGC 128 est une galaxie lenticulaire située dans la constellation des Poissons. NGC 128 a été découverte par l'astronome germano-britannique William Herschel en 1790.

## Caractéristiques
Sa vitesse par rapport au fond diffus cosmologique est de 3 891 ± 29 km/s, ce qui correspond à une distance de Hubble de 57,4 ± 4,0 Mpc (∼187 millions d'al).
À ce jour, six mesures non basées sur le décalage vers le rouge (redshift) donnent une distance de 47,117 ± 25,161 Mpc (∼154 millions d'al), ce qui est à l'intérieur des valeurs de la distance de Hubble à cause de l'écart-type très grand. Notons de plus que c'est avec la valeur moyenne des mesures indépendantes, lorsqu'elles existent, que la base de données NASA/IPAC calcule le diamètre d'une galaxie et qu'en conséquence le diamètre de NGC 128 pourrait être d'environ 50,1 kpc (∼163 000 al) si on utilisait la distance de Hubble pour le calculer.

## Supernova
La supernova SN 2004fe a été découverte le 30 octobre 2004 dans NGC 128 par un groupe d'astronomes dans le cadre du programme conjoint LOSS/KAIT (Lick Observatory Supernova Search de l'observatoire Lick et The Katzman Automatic Imaging Telescope de l'université de Californie à Berkeley. Cette supernova était de type Ia.

## Groupe de NGC 128
NGC 128 est la plus grosse galaxie du groupe de galaxies qui porte son nom. Le groupe de NGC 128 comprend les galaxies NGC 126, NGC 127 et NGC 130 ainsi que les galaxies UGC 275, UGC 277, UGC 281, UGC 282, UGC 283, MCG 0-2-45 et MCG 0-2-47. Il existe un pont de matière entre NGC 128 et NGC 127 créé par la forte interaction gravitationnelle entre ces deux galaxies.